# Die beste Show der Welt

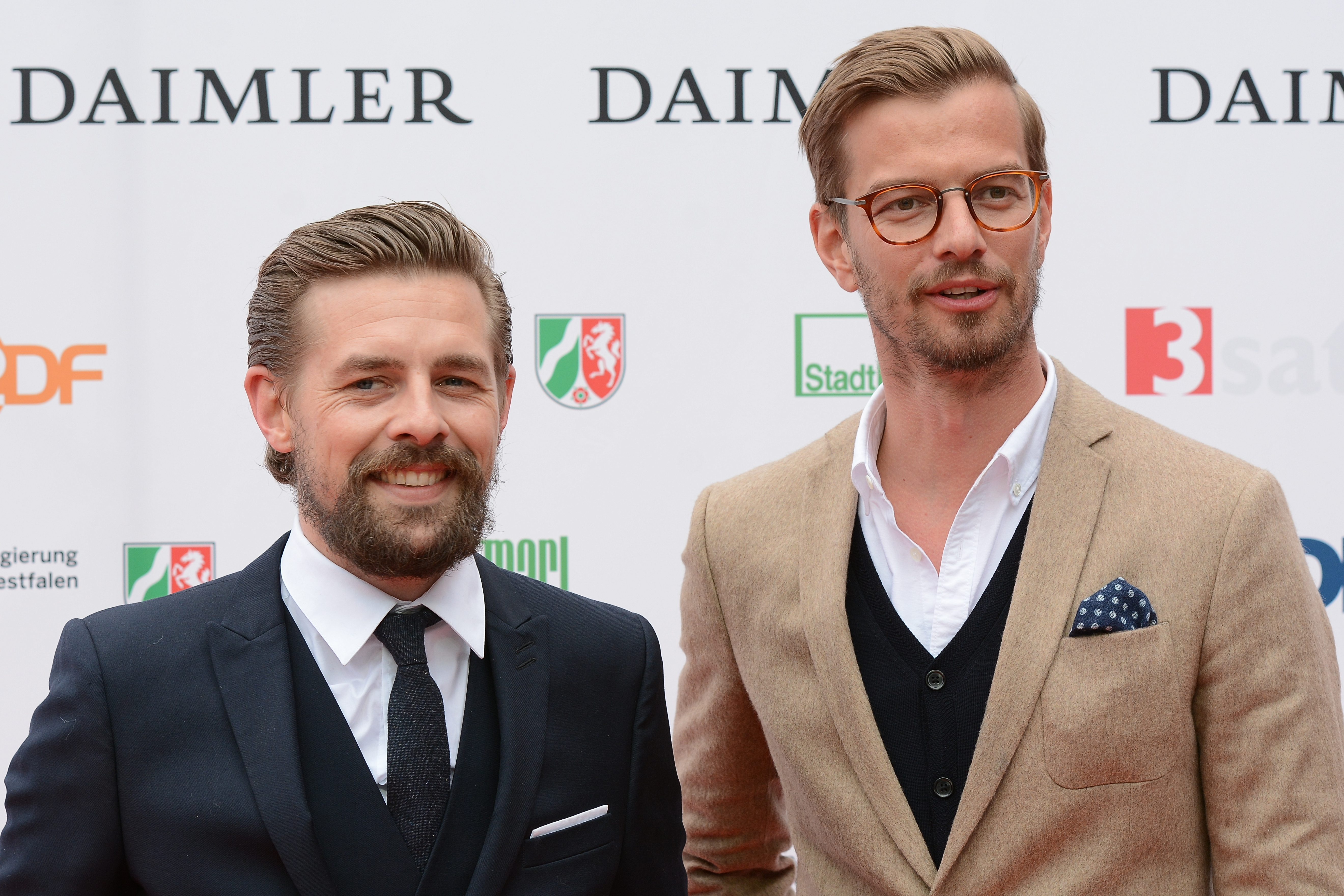
Moderatoren Joko Winterscheidt und Klaas Heufer-Umlauf

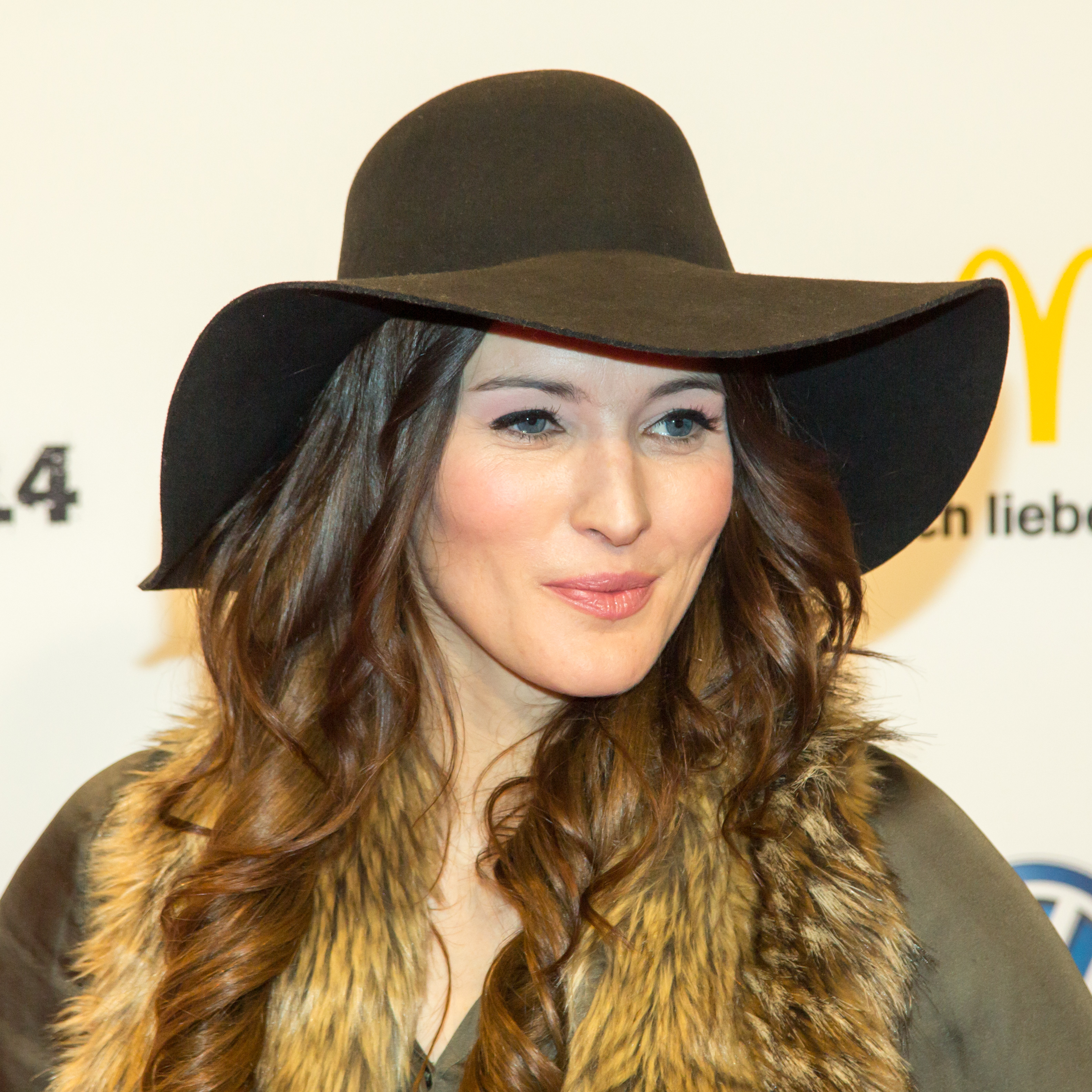
Moderatorin Jeannine Michaelsen

Die beste Show der Welt war eine deutsche Fernsehshow, die erstmals am 30. April 2016 auf dem Privatsender ProSieben ausgestrahlt wurde. In der Sendung präsentierten die Moderatoren Joachim Winterscheidt und Klaas Heufer-Umlauf jeweils drei (seit Folge 5, davor vier) eigenständige Showkonzepte. Das Studiopublikum entschied, nachdem alle sechs Shows vorgeführt wurden, welche Show den Titel die „beste Show der Welt“ bzw. die „schlechteste Show der Welt“ gewinnt. Abgestimmt wurde mit Abstimmgeräten, die jeder Zuschauer im Publikum seit dem Beginn der Show hat. Diese „Fernbedienungen“ können auch für die interaktive Gestaltung der Show genutzt werden. Die Rahmenmoderation übernimmt Jeannine Michaelsen. In der dritten und vierten Ausgabe kommentierte Oliver Kalkofe das Geschehen zusätzlich und beurteilte die jeweiligen Shows.
Die Sendung wurde von Florida TV produziert und 2017 mit dem Deutschen Fernsehpreis ausgezeichnet.
In Ausgabe 48 des Podcasts Baywatch Berlin wurde im Oktober 2020, rund anderthalb Jahre nach der letzten Ausstrahlung, der genaue Hintergrund der Show erläutert und bekanntgegeben, dass vorerst keine weiteren Folgen geplant sind. Hauptursächlich sei der teils immense Produktionsaufwand, der für dieses Konzept nötig ist (die Aufzeichnungsarbeiten dauerten mitunter knapp elf Stunden an); dahingehend sagte Klaas Heufer-Umlauf, dass diese Sendung wohl „mit eine der blödesten Ideen“ des Duos Joko und Klaas war.

## Showkonzept
Joko Winterscheidt und Klaas Heufer-Umlauf präsentieren im Wechsel jeweils drei (bis Folge 4 vier) Shows mit einer Länge von ungefähr 20 bis 30 Minuten. Die vorgestellten Shows sind teilweise neue Showideen, beruhen aber auch auf bereits vorhandenen Fernsehshowformaten, die leicht abgeändert und parodiert werden. Dabei dürfen die beiden einmal pro Ausgabe den jeweils anderen dazu zwingen, bei einer Show mitzuwirken („Joker“).
In den ersten vier Folgen bestimmte das Studiopublikum mit Abstimmgeräten die Einschaltquote für die gezeigte Show, welche dem Fernsehzuschauer zuhause live als Grafik eingeblendet wurde. Diese Grafik wurde mit Ausgabe 5 vom 2. Dezember 2017 entfernt. Jeder der insgesamt 600 Menschen im Studio konnte durch sein Abstimmgerät, das hierbei wie eine Fernbedienung fungiert, während der Show zu- oder abschalten, als würde er zuhause vor dem Fernseher sitzen. Über die gesamte Laufzeit der Show konnte beliebig oft zu- oder abgeschaltet werden. Der Verlauf der Einschaltquote ließ daher darauf schließen, wie gut oder schlecht die Show beim Studiopublikum ankam. Diese war aber nur für den Fernsehzuschauer zuhause sichtbar, nicht für das Studiopublikum. Bis zur zweiten Ausgabe der Sendung war im Studio eine „Lichtwolke“ bestehend aus weißen Kugeln, die über dem Studio befestigt waren und mit Lasern angestrahlt wurden, installiert, welche die Einschaltquote durch ihre Helligkeit visualisiert hatte. Je mehr Zuschauer aus dem Studiopublikum eingeschaltet hatten, desto heller wurde die Lichtwolke. Seit der dritten Ausgabe gibt es diese nicht mehr. Am Ende einer Show wird deren durchschnittliche Einschaltquote ermittelt und bekanntgegeben. Es gewinnt diejenige Show, welche die höchste Einschaltquote erreichen konnte.
Sollte die Einschaltquote während einer Show unter 25 % fallen, so gelangt sie in einen „roten Bereich“ (auf der Grafik rot gefärbt). Dies wird nun auch im Studio audiovisuell signalisiert (Licht wird rot und das Bild auf der Videowand im Hintergrund fällt auseinander). Wenn die Einschaltquote länger als eine Minute unter 25 % bleibt, muss die Show abgebrochen werden und gilt als „abgesetzt“. Die bis dorthin generierte Einschaltquote verfällt.
Seit der fünften Folge wird keine Quote mehr während der Show generiert. Stattdessen wählen die Zuschauer im Publikum am Ende der Sendung die Show, die ihnen aus allen sechs vorgestellten Konzepten am besten gefallen hat. Dabei wird auch „Die schlechteste Show der Welt“ ermittelt.
Mit Ausgabe 8 kehrte das Bewertungssystem größtenteils zum System der 3. und 4. Ausgabe zurück, allerdings wird die Quote rund eine Minute nach dem Start jeder Sendung ausgeblendet und bei der Verkündung der Durchschnittsquote werden Quoten ab 80 % nur noch als „Quoten-Hit“ bezeichnet, deren genaue Quote erst am Ende der Show aufgelöst wird.
Joko oder Klaas gewinnen für die „beste Show der Welt“ eine Trophäe, den Deutschen Fernsehpreis in einer übergroßen Variante (in der Sendung als „Deutscher Fernsehpreis in XXL“ bezeichnet) als Persiflage an den echten Deutschen Fernsehpreis.

## Ausgaben

### Episode 1
Erstausstrahlung am 30. April 2016
| Joko Winterscheidt       | Joko Winterscheidt | Joko Winterscheidt | Klaas Heufer-Umlauf      | Klaas Heufer-Umlauf | Klaas Heufer-Umlauf |
| Show                     | Beschreibung | Quote              | Show                     | Beschreibung | Quote               |
| ------------------------ | --- | ------------------ | ------------------------ | --- | ------------------- |
| Dürften Wir?             | Eine Live-Schaltung zu Matthias Schweighöfer wird gestartet, der vor der Wohnung eines Pärchens aus dem Publikum steht. Joko bietet dem Pärchen Geld dafür, mit dem Team in der Wohnung bestimmte Aktionen durchführen zu dürfen (betreten, Tiere ins Badezimmer lassen, eine Zimmertür zumauern, ein Zimmer schwarz streichen, grillen). | 85 %               | Der Beste Preis der Welt | Klaas tritt in drei Spielen gegen eine Zuschauerin an, die um einen Preis spielt, den nur sie nicht kennt: das langersehnte Wiedersehen mit ihrem Bruder und dessen Familie aus Kolumbien.   | 82 %                |
| The Yes or No Show       | Ein Pärchen aus dem Publikum spielt um 4.000 Euro und eine Reise. Sie stellen sich gegenseitig je drei Fragen, die mit Ja oder Nein beantwortet werden müssen. Die Frau weiß nicht, dass ihr Freund alle ihm gestellten Fragen falsch beantworten muss und ihr mit der dritten durch ihn gestellten Frage einen Heiratsantrag macht.      | 84 %               | The David Flame Show     | Klaas versucht sich als Zauberer namens David Flame. | 79 %                |
| Game of Drones           | Vier Drohnenpiloten liefern sich ein Rennen durch einen Parcours. Für jeden Piloten darf derjenige Zuschauer aus dem Studio, der am meisten Bargeld auf ihn setzen würde, dies tun und kann dadurch seinen Einsatz verzehnfachen. | 75 %               | Höhenangst – Die Show    | (Joker) Joko, der unter Höhenangst leidet, muss verschiedene damit zusammenhängende Herausforderungen im Studio absolvieren, damit ein Fan von ihm Geld gewinnt. (vgl. die Sendung Teamwork) | 65 %                |
| Der Schöne und der Dumme | (Joker) Joko lässt einige peinliche oder schmerzhafte Dinge mit Klaas machen. | ab-gesetzt         | Kein Herz für Tiere      | Palina Rojinski, Rolf Scheider und Jorge González müssen sich Tierbabys ansehen, während Klaas einen Text darüber vorliest, und dürfen dabei keine Emotionen zeigen.                         | ab-gesetzt          |

### Episode 2
Erstausstrahlung am 27. Aug. 2016
| Joko Winterscheidt                                     | Joko Winterscheidt | Joko Winterscheidt | Klaas Heufer-Umlauf    | Klaas Heufer-Umlauf | Klaas Heufer-Umlauf |
| Show                                                   | Beschreibung | Quote              | Show                   | Beschreibung | Quote               |
| ------------------------------------------------------ | --- | ------------------ | ---------------------- | --- | ------------------- |
| Der Dümmste friert                                     | (Joker) Da Klaas in Folge 6 vom Duell um die Welt das Eistauchen in Finnland abgebrochen hat, lässt Joko Klaas zu ähnlichen Herausforderungen im Studio antreten. | 93 %               | Das Auge kocht mit     | Klaas verbindet sich die Augen und muss die Anweisungen von Frank Rosin befolgen, um ein Gericht zu kochen, das ein nichtsahnendes Ehepaar im Nebenraum mit mindestens 10 von 20 Punkten bewertet. | 91 %                |
| Die große ProSieben Rückwärtsfußball-Weltmeisterschaft | Joko spielt mit Patrick Owomoyela gegen Simon Gosejohann und Joey Kelly „Rückwärtsfußball“. Sie bekommen dabei eine Videobrille aufgesetzt, durch die sie nur sehen, was eine Kamera an ihrem Hinterkopf filmt. | 85 %               | My Idiot Friend        | In einem Einspieler spielt das Show-Team Joko Streiche. Vor seiner Reaktion wird der Film angehalten und Patrick Owomoyela, Fahri Yardım und Paul Ripke müssen mittels Multiple-Choice-Frage raten, wie ihr Freund Joko reagiert. | 86 %                |
| Unanfassbar                                            | Jeder im Publikum faltet einen Papierflieger aus einem mit ihrer jeweiligen Sitzplatznummer beschriften Blatt und wirft ihn auf ein Auto auf der Bühne. Die vier Kandidaten, deren Papierflieger am nächsten ans Auto kommt, spielen anschließend in drei Spielen (Alufolie ausrollen, eine Feder durch Pusten in der Luft halten, mit verbundenen Augen einen Bürostuhl mit „Feuerlöscherantrieb“ fahren) um das Auto, bei denen sie jeweils vom Rand der Bühne möglichst nah ans Auto kommen müssen, es aber nicht berühren dürfen. Nach jedem Spiel scheidet ein Kandidat aus. | 77 %               | Shitstorm Roulette XXL | (Joker) Rubrik aus Circus HalliGalli. Sami Slimani, Mark Forster, Palina Rojinski und Joko beantworten Quizfragen. Wer an der Reihe ist, wenn ein den Teilnehmern nicht bekannter Timer abläuft, muss einen peinlichen Facebook-Post absetzen, z. B. eine Fotomontage von einer Pose auf der Leiche einer Löwin (in Anlehnung an Cecil). | 82 %                |
| Faszination Forschung                                  | Aneinanderreihung verschiedener „naturwissenschaftlicher“ Experimente | 31 %               | Hart aber unfair       | Fünf Kandidaten werden vorgestellt. Klaas stellt eine negative Personenkenntnis-Frage, z. B. wer von den Kandidaten der Dümmste ist. Das Studiopublikum beantwortet sie mit den Abstimmgeräten. Die Kandidaten diskutieren untereinander und wählen ihrerseits einen Kandidaten. Dieser scheidet aus. Hat das Publikum einen anderen Kandidaten gewählt, wird der Jackpot von anfänglich 10.000 Euro um 1.000 Euro reduziert, um den die nach drei Fragen verbliebenen Kandidaten im Finale spielen. Sie müssen sich – nach einer Besprechung – jeweils verdeckt zwischen „Risiko“ und „Sicherheit“ entscheiden. Wählen beide Risiko, gewinnen sie nichts. Wählen beide Sicherheit, erhalten sie jeweils ein Viertel des Jackpots. Ansonsten erhält der Kandidat mit Risiko den gesamten Jackpot und der andere nichts. | 42 %                |

### Episode 3
Erstausstrahlung am 4. Feb. 2017
| Joko Winterscheidt            | Joko Winterscheidt | Joko Winterscheidt | Klaas Heufer-Umlauf   | Klaas Heufer-Umlauf | Klaas Heufer-Umlauf |
| Show                          | Beschreibung | Quote              | Show                  | Beschreibung | Quote               |
| ----------------------------- | --- | ------------------ | --------------------- | --- | ------------------- |
| Let’s Dance on Ice            | (Joker) Nikeata Thompson und Alexander Klaws bewerten die Tänze, die Paul Janke, Palina Rojinski und Klaas mit ihren Tanzpartnern auf einer Eisfläche abliefern. | 89 %               | World Promi Wrestling | (Joker) Herman the German tritt mit Thorsten Legat gegen Evil Jared und Joko bei einem Wrestlingkampf an. | 84 %                |
| Die Tribute von Winterscheidt | Aus jedem der drei Publikumsblöcke tritt ein Kandidat an. Im hinteren Teil der Bühne können sie auf einer Plattform Zeit aufladen, die sie anschließend nutzen können, um im vorderen Teil Aufgaben zu erledigen. Jeder im Gewinnerblock erhält eine Drohne.                                                               | 83 %               | The Noise of Germany  | Musikcastingshow, bei denen die Juroren Tim Bendzko, Stefanie Kloß und Sasha nur die Performance und nicht den Gesang bewerten und später mit der jeweils von ihnen ausgewählten Person ein Duett singen müssen. | 82 %                |
| Dinner for Mom                | Live-Schaltung zur Mutter einer Kandidatin, die in Berlin in einem Restaurant sitzt. Die Tochter erhält Geld, wenn die Mutter bestimmte Dinge macht (Geschirr fallen lassen, von einem fremden Teller essen, eine Tischrede halten).                                                                                       | 79 %               | Geld oder Würde       | Klaas bietet Kandidaten aus dem Publikum Geld dafür, bestimmte Dinge mit sich machen zu lassen, z. B. die Augenbrauen abrasieren                                                                                 | 31 %                |
| Dabei sein ist teuer          | Je ein Kandidat tritt gegen einen Profisportler (Markus Deibler und Julian Reus) verschiedener Sportarten an. Von einem Anfangspreisgeld von 5.000 Euro kann sich jeder Kandidat bis zu drei von acht unterschiedlich „teuren“ Handicaps für den Profisportler kaufen. Das restliche Geld erhält er im Falle eines Sieges. | 76 %               | Schlag den Herzschlag | Zwei Kandidaten werden an einen Lügendetektor angeschlossen, müssen private Fragen beantworten und dabei einen möglichst geringen Puls haben. Allerdings sind die Ergebnisse des Lügendetektors gefälscht.       | ab-gesetzt          |

### Episode 4
Erstausstrahlung am 22. April 2017
| Joko Winterscheidt                | Joko Winterscheidt | Joko Winterscheidt | Klaas Heufer-Umlauf                                  | Klaas Heufer-Umlauf | Klaas Heufer-Umlauf |
| Show                              | Beschreibung | Quote              | Show                                                 | Beschreibung | Quote               |
| --------------------------------- | --- | ------------------ | ---------------------------------------------------- | --- | ------------------- |
| Wahrheit oder Werbespot?          | Live-Schaltung zu Matthias Schweighöfer. Schweighöfer und Winterscheidt bekommen abwechselnd jeweils drei von der Redaktion ausgedachte eklige Produkte vorgestellt und vom anderen eine private Frage gestellt. Sie können sich danach jeweils entscheiden, die Frage wahrheitsgemäß zu beantworten oder das Produkt anzupreisen, wobei das Produkt auch probiert werden muss. | 84 %               | Mein Mann kann … das betrunken gar nicht mal so gut. | Drei Frauen treten mit ihren betrunkenen Männern an. Sie starten mit 500 Euro und können in drei Spielen einen Teil des Geldes einsetzen, dass ihr Mann das in der Runde gespielte Spiel am besten absolviert. Die Frau, deren Mann das Spiel am besten schafft, vervielfacht ihren Einsatz. | 82 %                |
| Schienbeintritt-Weltmeisterschaft | (Joker) Joko und Klaas treten sich gegenseitig gegen die Schienbeine. Für jeden erfolgreichen Tritt gibt es einen Punkt. Der Kampf geht über drei Runden à 90 Sekunden. Geht ein Kontrahent fünf Sekunden zu Boden, gewinnt der andere den Kampf durch K.O. Moderiert wurde von Matthias Killing. | 79 %               | RTL – Die Show                                       | (Joker) Klaas lässt Joko in einer Adaption von Wer wird Millionär? antreten und stellt ihm unsinnige Fragen. Joko beantwortet beide Fragen falsch und wird bestraft. Erste Strafe ist eine Dschungelprüfung im Stile von Ich bin ein Star und muss den Song „We have a Dream“ gleichzeitig singen in Anlehnung von Deutschland sucht den Superstar (Ich bin ein Superstar – holt mich hier raus). In der zweiten Strafe muss Joko dreimal eine einarmige Rolle turnen, was ihm im Duell um die Welt (Folge 1) nicht gelang und nun im Stile von Die 10 … von Paul Janke, Nikeata Thompson, Sasha, Matthias Schweighöfer, Alexander Klaws und Palina Rojinski kommentiert wird (Die 3 peinlichsten Judorollen von Joko Winterscheidt). | 81 %                |
| Rette deinen Preis                | Ein Pärchen aus dem Publikum gewinnt einen Smart Forfour Electric Drive. Der Mann muss dann ohne zu sehen den Anweisungen seiner Freundin folgen, um den Smart mit möglichst wenig Schäden durch einen Parcours zu fahren. An zwei Zwischenstopps und am Ende wird der Wert des Autos von einem Experten geschätzt. Im Auto befindet sich eine Farbbombe, die explodiert, wenn der Parcours nicht innerhalb eines Zeitlimits geschafft wird. Zwischen dem ersten und zweiten Zwischenstopp fahren zudem Die Atzen mit, die durch Lärm die Anweisungen behindern. | 54 %               | Du schaffst das! - hoffentlich nicht                 | Die Sendung wird als Du schaffst das! angekündigt. Zwei Freunde werden vorgestellt. Einer der beiden muss in einem Nebenstudio vier Spiele absolvieren, damit der andere pro Spiel 1.000 Euro gewinnt, dem nach Weggang seines Freunds auch der tatsächliche Sendungstitel und die zusätzliche Regel genannt wird: Es gibt die 1.000 Euro für jedes nicht geschaffte Spiel. | 77 %                |
| n. a.                             | Die letzte Show von Joko wurde nicht gespielt, da er nach der letzten Show von Klaas in Führung lag. | n. a.              | Männer die auf Preise starren                        | Zwei Kandidaten beschreiben sich jeweils abwechselnd höchstens 45 Sekunden lang einen Preis, den nur der Beschreibende sehen konnte. Derjenige, der den Preis beschrieben bekommt, kann auch Nachfragen stellen und muss entscheiden, ob die Beschreibung stimmt oder gelogen ist. Hat er recht, kann er bestimmen, ob er den Preis haben will oder der andere ihn bekommen soll (weil jeder nur vier Preise gewinnen kann), ansonsten kann der Beschreiber entscheiden. | 68 %                |

### Episode 5
Erstausstrahlung am 2. Dezember 2017
| Joko Winterscheidt              | Joko Winterscheidt | Joko Winterscheidt | Klaas Heufer-Umlauf          | Klaas Heufer-Umlauf | Klaas Heufer-Umlauf |
| Show                            | Beschreibung | Quote              | Show                         | Beschreibung | Quote               |
| ------------------------------- | --- | ------------------ | ---------------------------- | --- | ------------------- |
| Goodnight Show – Family Edition | Dem Konzept der Goodnight Show von Circus HalliGalli folgend besucht Joko im konkreten Fall Tochter Nadja und ihre Familie. Wenn ihre Eltern bei der Bewältigung verschiedener Aufgaben nicht aufwachen, kann sie 1.000 € gewinnen. | 25 %               | BingoMan Live                | (Joker) Joko muss für die Ermittlung von Bingozahlen verschiedene Demütigungen über sich ergehen lassen; darunter das Beschießenlassen mit einer Paintballgun, das Auf-den-Kopf-Stellen, das Erbrechen in einen Eimer und das Beißenlassen von einem Hund. Das Publikum kann die so ausgewählten Zahlen auf Bingokarten abstreichen. Die ersten drei Gewinner können Sachpreise gewinnen. | 31 %                |
| Ich kann’s besser               | Wer aus dem Publikum meint, einen Song besser als sein Kontrahent singen zu können, kann nach Beurteilung durch das Publikum in mehreren Runden einen Geldpreis und einen Tag im Tonstudio gewinnen.                                | n. a.              | Mittelmaster of the Universe | Fünf Kandidaten treten gegeneinander an und sollen in verschiedenen Spielen wie „Blindlauf“ oder „Luft anhalten“ so durchschnittlich wie möglich abschneiden. Wer aus den letzten drei Kandidaten den mittleren Geldbetrag aus der Spanne 0 bis 3.333,33 € aufschreibt, gewinnt diesen.                                                                                                   | n. a.               |
| Frottee Fight Club              | (Joker) Joko und Klaas sowie Evil Jared und Herman The German tragen jeweils einen Ringkampf im „Handtuch-Flitschen“ aus. Anschließend kämpfen die beiden Gewinner der Runden gegeneinander, um den finalen Sieger zu küren.        | 7 %                | Nur die Liebe zahlt          | Sechs Kandidaten werden zu Beginn der Show zu drei Liebespaaren zusammengestellt. Das Paar, das der Jury aus Janin Ullmann und Micky Beisenherz bis zum Schluss am glaubhaftesten versichern kann, tatsächlich ein Liebespaar zu sein, erhält am Ende 2.000 €. | n. a.               |

### Episode 6
Erstausstrahlung am 31. März 2018
| Joko Winterscheidt                   | Joko Winterscheidt | Joko Winterscheidt | Klaas Heufer-Umlauf                 | Klaas Heufer-Umlauf | Klaas Heufer-Umlauf |
| Show                                 | Beschreibung | Quote              | Show                                | Beschreibung | Quote               |
| ------------------------------------ | --- | ------------------ | ----------------------------------- | --- | ------------------- |
| Heavy Mental                         | Joko muss im ersten Teil aus sechs von einer zufällig gewählten Frau aus dem Publikum gemischten Papiertüten diejenige erahnen, in der sich ein Nagel befindet. Im zweiten Teil sucht Joko ein Pärchen aus dem Publikum aus. Er überträgt der Frau eine Zahl und ihr Partner macht ihr anschließend einen Heiratsantrag. | 31 %               | Pietro Lombardi – Das Musical       | Ein satirisches, biografisches Musical über Pietro Lombardi mit Klaas in der namensgebenden Hauptrolle, Jeannine Michaelsen als Sarah Lombardi und Peter Rütten als Erzähler, der die Geschichte aus Boulevardzeitungen vorliest. Folgende Songs wurden mit neuen Texten vorgetragen: Audition (The Fools Who Dream) aus La La Land, I Will Follow Him aus Sister Act, Der Ewige Kreis aus Der König der Löwen, Das Phantom der Oper aus Das Phantom der Oper, Mondlicht aus Cats, Lass jetzt los aus Die Eiskönigin, America aus West Side Story und Time Warp aus The Rocky Horror Picture Show. | 42 %                |
| Mini Playgag Show                    | Abwandlung der Mini Playback Show, in der die Kinder Komiker imitieren. Joko und Hella von Sinnen hätten die Kinder bewerten sollen, überreichten jedoch allen vier einen Deutschen Comedypreis. Komiker: Helge Schneider, Cindy aus Marzahn, Otto und Mario Barth.                                                      | n. a.              | Das schlimmste Gericht              | (Joker) Joko und Frank Rosin müssen das schlimmste Gericht aus vorgegebenen Zutaten kochen, bewertet von Redakteur Jakob Lundt. | n. a.               |
| Die ProSieben-Gips-Weltmeisterschaft | (Joker) Joko und Klaas treten mit gegipsten Armen und Beinen im 50-m-Sprint, Basketball und Ringen gegeneinander an. | 1 %                | Auf dich(t) kann man sich verlassen | Drei Freunde, einer davon betrunken, duellieren sich in drei Spielen. | n. a.               |

### Episode 7
Erstausstrahlung am 11. Aug. 2018
| Joko Winterscheidt            | Joko Winterscheidt | Joko Winterscheidt | Klaas Heufer-Umlauf              | Klaas Heufer-Umlauf | Klaas Heufer-Umlauf |
| Show                          | Beschreibung | Quote              | Show                             | Beschreibung | Quote               |
| ----------------------------- | --- | ------------------ | -------------------------------- | --- | ------------------- |
| Earn Your Song                | Max Mutzke (Can’t Wait Until Tonight) und Wincent Weiss (Frische Luft) spielen gegeneinander in drei Spielen jeweils um ein richtiges Instrument für ihre Band, während der Verlierer jeweils ein improvisiertes oder Spielzeug-Instrument erhält. Am Ende müssen sie damit das genannte Lied spielen. In den Spielen müssen sie Lieder am Beat (Schlagzeug), langsam gelesenem übersetzten Songtext (Keyboard) und Jokos Tanz (Gitarre) erkennen. In einem vierten Spiel wird um Sabine aus Circus HalliGalli als Bandmitglied gespielt, deren Gesang erkannt werden muss. (Ein Gewinner-Lied wird nicht bestimmt.) | 51 %               | Wer zuckt, verliert!             | (Joker) Joko und Palina Rojinski spielen vier Spiele, in denen die beiden mit einer Hand ein Tablett mit sechs Sektgläsern halten müssen, die nicht umkippen dürfen. Der Verlierer muss eine peinliche Rede bei Instagram halten. | 33 %                |
| Bares für Wahres              | (Joker) Ein Quiz: Wigald Boning, Olaf Schubert und Linda Zervakis stehen jeweils für die Antwortmöglichkeiten auf sehr schwere Multiple-Choice-Fragen. Ein Promi bekommt die richtige Antwort, die anderen nennen eine falsche Antwort. Für jede der fünf Fragen, die Klaas richtig beantwortet, bekommt jeder der 700 Zuschauer im Publikum einen Euro. | n. a.              | Fashion Victims                  | Drei Kandidatenpaare bekommen jeweils ein Foto eines Prominenten „zugelost“. Diejenige Person aus dem Team, dessen Geschlecht mit dem des Prominenten übereinstimmt, muss in fünf Minuten vom Partner die entsprechende Frisur bekommen. Anschließend muss noch ein Outfit ausgesucht werden. Der Partner, der verwandelt wird, kann die ganze Zeit nichts sehen. Palina Rojinski und Udo Walz bewerten das Ergebnis. Zu gewinnen gibt es eine Reise nach New York. | n. a.               |
| Flutschball-Weltmeisterschaft | FSV Gurki (Joko Winterscheidt, Jochen Schropp und Frank (Tonmann des Duells um die Welt)) spielt gegen FC Körperklaus (Patrick Owomoyela, Evil Jared und Simon Gosejohann) in einer mit Seifenlauge, Haargel und Gleitgel eingeschmierten Hüpfburg Fußball. Es kommentiert Peter Rütten mit vielen Wortspielen. (Vergleiche auch den Artikel Eisfußball) | n. a.              | Hart aber unfair – Promi Edition | Show aus der 2. Folge mit Helena Fürst, Aurelio Savina, Sarah Knappik, Rocco Stark, Julian F. M. Stoeckel, Tanja Tischewitsch (alle IBES-Teilnehmer) und Marvin S. (Sieger der Ur-Version). Da es sieben Kandidaten gibt, gibt es auch fünf Spielrunden. | 3 %                 |

### Episode 8
Erstausstrahlung am 29. Sep. 2018
| Joko Winterscheidt    | Joko Winterscheidt | Joko Winterscheidt | Klaas Heufer-Umlauf     | Klaas Heufer-Umlauf | Klaas Heufer-Umlauf |
| Show                  | Beschreibung | Quote              | Show                    | Beschreibung | Quote               |
| --------------------- | --- | ------------------ | ----------------------- | --- | ------------------- |
| Die Rückwärts-show    | (Joker) Joko und Klaas müssen jeweils eine vorgegebene Aktion (1. Hürdenlauf, 2. ein Geschenk auspacken, 3. eine Tankstelle überfallen) so tun, dass sie rückwärts abgespielt das Publikum begeistert. Dafür gibt es den Goldenen Rückspiegel als Preis. Es moderiert Jeannine Michaelsen. | 95 %               | Die beste Soap der Welt | (Joker) Äußerst trashige Daily-Soap, deren Inhalt es primär ist, Joko zu beleidigen, der deshalb mehrfach durch die Vierte Wand bricht. Joko (Paul Janke) möchte mit seiner Beraterin Katharina von Rabenstein (Isa Jank) das Sozialcafé Café Zuflucht seines Bruders Klaas in den Ruin treiben, als er auf der Straße überfahren wird. Die Ärzte konnten den nun querschnittsgelähmten Joko nur noch durch eine Gesichtstransplantation retten (wodurch er sich fortan selbst spielt). Seine Freundin Mandy (Jeannine Michaelsen) beichtet Klaas ihre Liebe. Klaas’ Freund Bolle (Wolfgang Bahro) erklärt ihm, dass sich Brüder eigentlich lieben sollten. Als Klaas sich deshalb zu Joko begibt, erfährt er von Jokos Plan. Er erwischt seine neue Freundin Mandy beim Drogenkonsum, kann sie aber mit seinem neuen Buch Der beste Mensch der Welt – 100 nützliche Tipps, wie man toll ist auf den richtigen Weg führen. Als Klaas Bolle davor erzählt, besorgt dieser sich eine Pistole. Als er gerade Joko erschießen will, wirft sich Klaas in den Weg und stirbt in Jokos Armen mit den Worten „Mein Gott bist du hässlich!“. | 89 %                |
| Joko Christ Superstar | Autobiografisches Musical mit H. P. Baxxter als Gott/Erzähler und umgetexten Coversongs, die zum Teil Klaas beleidigen. Lieder: Joko Winterscheidt – Sohn von Gott (Puff Daddy – Come with Me), Joko Winterscheidt feat. feat.[sic!] Vanessa Mai – Gladbach (Alicia Keys feat. Jay-Z – Empire State of Mind), Joko Winterscheidt feat. Jeannine Michaelsen – Mit mir will jeder Sex (Macklemore & Ryan Lewis feat. Wanz – Thrift Shop), Joko Winterscheidt – Wer ist der Hirni da? (Childish Gambino – This Is America), Joko Winterscheidt – Maul (House of Pain – Jump Around), Joko Winterscheidt – Mastermind (Coolio feat. LV – Gangsta’s Paradise), Joko Winterscheidt feat. Vanessa Mai – Klaas (Eminem feat. Dido – Stan), Joko Winterscheidt feat. Eko Fresh – Haha (Jay-Z & Kanye West – Niggas in Paris). | 88 %               | Studio Sabotaggio       | Spielshow mit Julian F. M. Stoeckel, Mario Basler, Micaela Schäfer, Joey Heindle. In jeder Runde müssen die Promis gemeinsam eine Aufgabe lösen (1. acht Prominente nach Alter sortieren, 2. eine Mischung aus Ruck Zuck und Tabu, Polystyrolplatten und Rohrstücke zu einer Pyramide stapeln). Es wird eine Zeit und ein Geldbetrag vorgegeben. Die Teilnehmer erhalten den Anteil des Geldes entsprechend dem Anteil der verbliebenen Zeit. Einem Teilnehmer wurde zu Beginn der Show jedoch die Rolle des Saboteurs zugeordnet, weshalb er das Geld entsprechend der benötigten Zeit erhält. Kann sich die Gruppe nach den Aufgaben auf den richtigen Saboteur einigen, erhält sie ihr erspieltes Geld, ansonsten erhält der Saboteur sein erspieltes Geld. | 71 %                |
| Kochduellchen         | Johann Lafer und Joko kochen gegeneinander Grünen Spargel im Speckmantel, Bratkartoffeln mit Speck und Spiegelei mit Zitronenvinaigrette – im Maßstab 1:12. Anschließend bestimmt Reiner Calmund per Blindverkostung den Sieger, der einen Michellinchen-Stern erhält. | 69 %               | Kleb an deinem Preis    | Wer von den 15 Kandidaten eine zuvor von ihm gewählte Hand länger ununterbrochen an einem Chevrolet Camaro V8 lässt, gewinnt ebendiesen. Klaas versucht, die Teilnehmer mit verschiedenen Mitteln (Schlange auf dem Auto, Erschrecken, diverse Sachpreise, ankündigen einer fingierten Pause) vom Auto zu lösen. Anschließend kommt als Finalspiel die Aufgabe, das Auto nach möglichst genau 75 Sekunden loszulassen. | 66 %                |

### Episode 9
Erstausstrahlung am 30. März 2019
| Joko Winterscheidt             | Joko Winterscheidt | Joko Winterscheidt | Klaas Heufer-Umlauf            | Klaas Heufer-Umlauf | Klaas Heufer-Umlauf |
| Show                           | Beschreibung | Quote              | Show                           | Beschreibung | Quote               |
| ------------------------------ | --- | ------------------ | ------------------------------ | --- | ------------------- |
| Zwei Promis und ein Todesfall  | (Joker) Joko plant mit Klaas dessen Beerdigung, die anschließend im Studio gefeiert wird. Klaas kommentiert die Grabreden immer wieder aus seinem Pappsarg heraus, bevor ihn vier Männer in Müllabfuhr-Uniformen in ein Loch im Studio lassen. Nach Ende der Show „schwebt“ Klaas als Engel verkleidet zu Wieder hier von Westernhagen von der Studiodecke. | 85 %               | Liebe macht blind und taub     | Eine junge Frau, Josy, und ihre Mutter werden vorgestellt und hinter die Bühne geschickt. Anschließend wird ihr langjähriger Freund Mike vorgestellt, der sie heiraten möchte. Dieser denkt, die Sendung hieße Liebe macht blind .... Als auch Mike die Bühne verlassen hat, wird der tatsächliche Sendungstitel eingeblendet. Draußen vor dem Studio macht Mike, dem die Augen verbunden wurden, Josy einen Heiratsantrag, kann aber nicht sehen, dass sie Kopfhörer mit lauter Musik trägt und ihn nicht hören kann. Sie antwortet trotzdem mit „ja“. Anschließend versuchen die beiden mit ihren Handicaps, eine Champagner-Flasche zu öffnen und sich Champagner einzuschenken, bevor sie auf eine Fahrradrikscha steigen und Josy Mike zurück ins Studio dirigieren muss. Anschließend findet im Studio eine Trauung in Anwesenheit der Familien statt. Bevor die beiden ihre Handicaps verlieren, hält Josy noch eine Rede für Mike, kann aber bisher nur vom Setting her vermuten, dass Mike sie heiraten möchte. Tom Odell begleitet am Piano die Hochzeit, während die Ja-Worte ohne Handicaps gegeben werden. | 90 %                |
| Wie weit fliegt meine Familie? | Aufzeichnung aus dem österreichischen Freizeitpark Area 47, wo sich zwei Familien in vier Spielen darum duellieren, wer auf den dortigen Wasserattraktionen am weitesten fliegt. Die siegreiche Familie gewinnt einen 1.000-Euro-Erlebnisgeschenke-Gutschein.                                                                                               | 62 %               | Wo bin ich? Was mach ich hier? | Drei Kandidaten befinden sich auf dem Gelände der Bavaria Studios und denken, sie würden an einer Marktforschung teilzunehmen. Sie werden dann nacheinander ohne etwas zu sehen ins Studio gebracht, wo sie, wenn sie wieder etwas sehen können, begrüßt werden und ihnen nur gesagt wird, dass ihr Countdown laufe. Sie müssen dann selbstständig ihre Aufgabe erkennen und durchführen: Einen Fußball in ein Handballtor schießen, einen Buzzer drücken, einen Luftballon mit einer Nadel platzen lassen. Je schneller sie das tun, desto mehr Geld von den jeweils 1000 Euro Maximalgewinn erhalten sie. | 89 %                |
| Joko und die Waschmaschine     | Joko führt fünf Experimente mit Waschmaschinen durch. Vor jedem Experiment stellt er einem Zuschauer aus dem Publikum eine Multiple-Choice-Frage, was passieren wird. Rät der Zuschauer richtig, gewinnt er eine oder mehrere Waschmaschinen. | ab-gesetzt         | Auf mein Kommando              | (Joker) Joko muss als Pixelmensch verkleidet durch einen Parcours laufen. Er sieht nichts und wird deshalb von einer Zuschauerin aus den Publikum mit Kommandos gesteuert, weiß aber nicht, dass die Zuschauer für jedes Hindernis, gegen das er läuft, 50 Euro gewinnt. | ab-gesetzt          |

## Einschaltquoten
| Folge | Datum         | Zuschauer Gesamt | Zuschauer 14 bis 49 Jahre | Marktanteil Gesamt | Marktanteil 14 bis 49 Jahre | Quelle |
| ----- | ------------- | ---------------- | ------------------------- | ------------------ | --------------------------- | ------ |
| 1     | 30. Apr. 2016 | 1,96 Mio.        | 1,45 Mio.                 | 7,6 %              | 17,1 %                      | [ 3 ]  |
| 2     | 27. Aug. 2016 | 1,40 Mio.        | 1,13 Mio.                 | 6,6 %              | 15,7 %                      | [ 4 ]  |
| 3     | 4. Feb. 2017  | 1,19 Mio.        | 0,93 Mio.                 | 4,7 %              | 10,8 %                      | [ 5 ]  |
| 4     | 22. Apr. 2017 | 1,73 Mio.        | 1,30 Mio.                 | 6,5 %              | 14,2 %                      | [ 6 ]  |
| 5     | 2. Dez. 2017  | 1,19 Mio.        | 0,93 Mio.                 | 4,7 %              | 11,2 %                      | [ 7 ]  |
| 6     | 31. März 2018 | 1,23 Mio.        | 0,96 Mio.                 | 4,7 %              | 11,5 %                      | [ 8 ]  |
| 7     | 11. Aug. 2018 | 1,19 Mio.        | 0,87 Mio.                 | 5,6 %              | 13,9 %                      | [ 9 ]  |
| 8     | 29. Sep. 2018 | 0,81 Mio.        | 0,63 Mio.                 | 3,2 %              | 8,1 %                       | [ 10 ] |
| 9     | 31. März 2019 | 1,27 Mio.        | 0,94 Mio.                 | 4,8 %              | 12,0 %                      | [ 11 ] |

## Eigenständige Shows
Aus mindestens drei Shows entwickelten sich eigene Sendungen:
- Das ZDF zeigte ab dem 15. Oktober 2016 samstags 15 Folgen der Sendung Koch im Ohr, das entfernte Ähnlichkeit mit Klaas’ Das Auge kocht mit aus der zweiten Sendung hat, sich aber darin unterscheidet, dass zwei Teams gegeneinander antreten und den Kandidaten nicht die Augen verbunden werden. Die Bewertung erfolgt hier durch einen Experten.
- Die von Klaas moderierte Show My Idiot Friend aus der zweiten Ausgabe der Sendung wurde im November 2016 als eigenständige Fernsehshow mit vorerst zwei Folgen in das Programm von ProSieben aufgenommen. Dabei spielen allerdings zwei Prominente zusammen mit jeweils drei ihrer Freunde gegeneinander. Derjenige, dessen Freunde die Reaktionen seltener richtig raten konnten, muss sich am Ende beim Publikum entschuldigen, so schlechte Freunde zu haben. Joko und Klaas moderierten.
- Am 28. Oktober 2017 zeigte ProSieben Dabei sein ist teuer unter dem Namen Beginner gegen Gewinner als eigenständige Samstagabendshow, obwohl es sich dabei um Jokos am schlechtesten bewertete Show der dritten Ausgabe handelte. Joko moderierte die Sendung ohne Klaas.
- Time Battle – Kämpf um deine Zeit!, eine von ProSieben ab dem 25. August 2018 ausgestrahlte Spielshow, erinnert an Die Tribute von Winterscheidt aus Folge 3, in ersterer muss aber für die Zeit aktiv etwas getan werden. Im Gegensatz zur Variante in der besten Show der Welt, floppte die Show im regulären Programm.
- Joko Winterscheidt gewann die siebte Ausgabe mit der Show Earn Your Song. Bereits vor der Ausstrahlung kündigte ProSieben an, dass dieses Format in naher Zukunft in der Late Prime gezeigt werden soll. Winterscheidt wird auch hier die Moderation übernehmen. Später wurde die Show in Win Your Song umbenannt. Die Ausstrahlung begann am 15. November 2018 um 23:10 Uhr[12][13] mit Maite Kelly gegen Max Giesinger und an den folgenden Donnerstagen jeweils um 23:15 Judith Holofernes gegen Mark Forster, DJ BoBo gegen Wincent Weiss und Vanessa Mai gegen Bosse.
- Bei Weihnachten mit Joko und Klaas 2019 wurden zwei Sendungen gespielt:
  - Die Rückwärtsshow (Folge 8): Klaas hat einen Weihnachtsbaum gekauft, der sich zu Hause als mickrig herausstellt. Matthias Schweighöfer bricht bei Frank (Tonmann des Duells um die Welt) ein.
  - Dürften wir? (Folge 1) mit Ina Müller als Außenreporterin und folgenden Aktionen in einer Jugend-WG: Betreten, einen unzerstörbaren Bewegungsmelder mit Last Christmas anbringen, die Badezimmerdecke auf 1,5 m absenken, eine Wand mit Graffiti besprühen, ein Zimmer in ein Krippenspiel mit lebendigen Tieren umbauen, einen Raum in einen Nadelwald verwandeln.
- Die 2020 ausgestrahlte Show Balls - für Geld mach ich alles erinnert an die der Folge 3 von Klaas gezeigten Show Geld oder Würde, mit dem Unterschied, dass bei Balls - für Geld mach ich alles 50 Kandidaten um 3.000 € kämpfen.
- Die Idee der in der 3. Sendung gezeigten Show Schlag den Herzschlag ähnelt der von Die! Herz! Schlag! Show!.
- Das Konzept der Sendung FameMaker erinnert an das der am 4. Februar 2017 gezeigten Show The Noise of Germany.

## Trivia
- Die sechste Ausgabe wurde nur bei ihrer linearen Erstausstrahlung komplett gezeigt. Online kürzte ProSieben die Gewinnershow heraus.
- Das Studiopublikum wird aus produktionstechnischen Gründen gebeten, sich komplett schwarz zu kleiden.
- Nachdem Joko und Klaas bereits in zwei Ausgaben um die „beste Show der Welt“ gekämpft haben und Joko zweimal den „Deutschen Fernsehpreis in XXL“, der über die Sendung hinaus keine Bedeutung hat, für sich gewinnen konnte, wurde die Sendung am 2. Februar 2017 noch vor Ausstrahlung der dritten Ausgabe mit dem „echten“ Deutschen Fernsehpreis ausgezeichnet.

## Auszeichnungen
Deutscher Fernsehpreis
- 2017: Auszeichnung in der Kategorie „Beste Unterhaltung Primetime“[14]